# Hays (North Carolina)
Hays is een plaats (census-designated place) in de Amerikaanse staat North Carolina, en valt bestuurlijk gezien onder Wilkes County.

## Demografie
Bij de volkstelling in 2020 werd het aantal inwoners vastgesteld op 1595.

## Geografie
Volgens het United States Census Bureau beslaat de plaats een oppervlakte van
15,8 km², geheel bestaande uit land.

## Plaatsen in de nabije omgeving
De onderstaande figuur toont nabijgelegen plaatsen in een straal van 16 km rond Hays.